# Presidenca

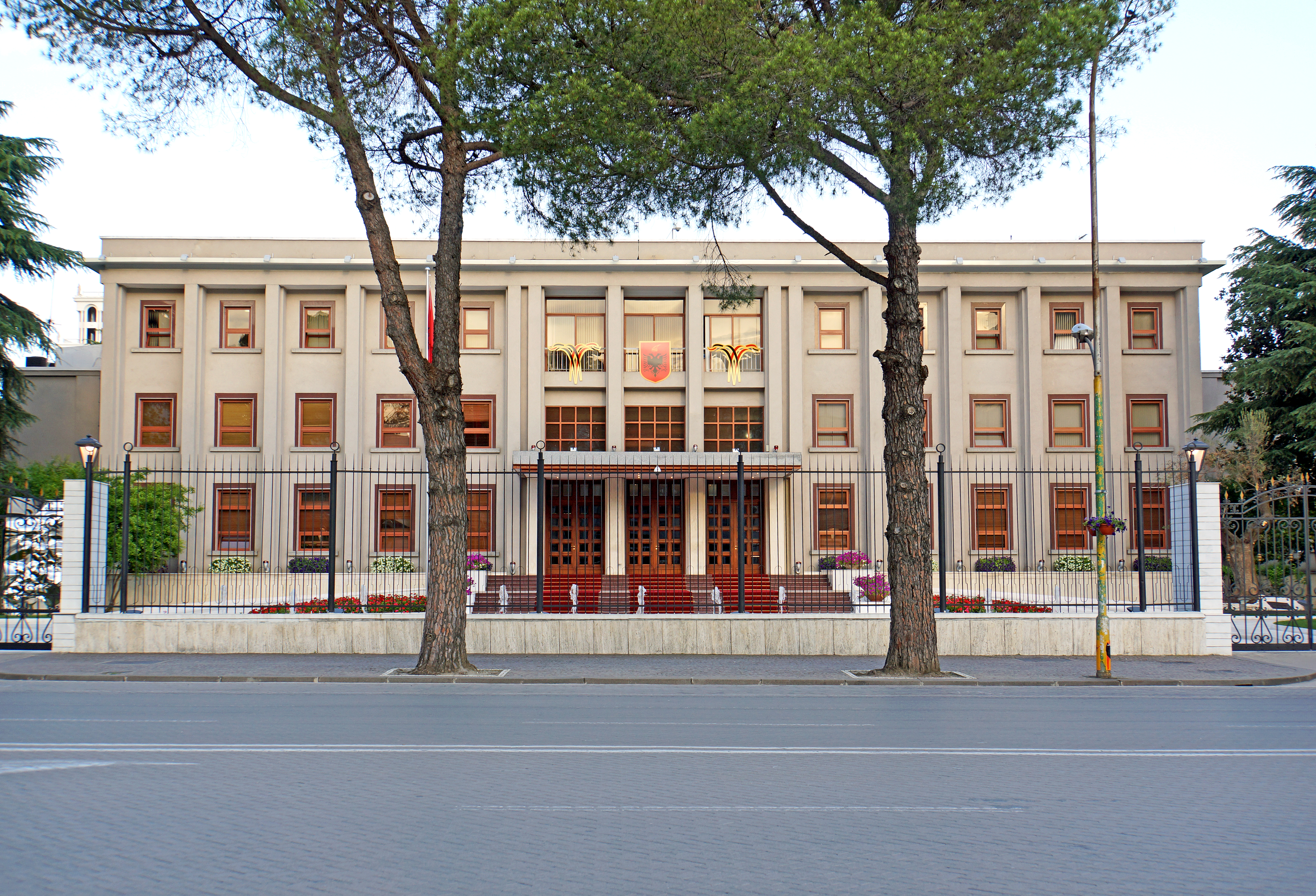
Die Presidenca (2013)

Als Presidenca (albanisch auch Presidencë und Pallati i Presidencës) wird der Amtssitz des Präsidenten der Republik Albanien bezeichnet. Er befindet sich in der Hauptstadt Tirana und dient vor allem repräsentativen und protokollarischen Zwecken.
Die Presidenca liegt am Bulevardi Dëshmorët e Kombit in der südlichen Innenstadt Tiranas. Der Pallati i Kongreseve liegt auf der anderen Seite des Boulevards.

## Bauweise
Der Amtssitz des albanischen Präsidenten besteht aus dem dreistöckigen Hauptgebäude, wohin aus zwei Eingangstoren eine ovale Zufahrt vom Boulevard führt, sowie einzelnen Nebengebäuden. Vor dem Haupteingang befindet sich ein langer Springbrunnen. Um den Amtssitz befinden sich Gartenanlagen.

## Geschichte
Die Presidenca wurde im Jahr 1960 fertiggestellt. Sie diente zu Beginn als sowjetische Botschaft.
Das Gebäude wurde 2007 zum Kulturdenkmal Albaniens erklärt.